# Ornithidium tonsoniae
Ornithidium tonsoniae är en orkidéart som först beskrevs av Soto Arenas, och fick sitt nu gällande namn av Karlheinz Senghas. Ornithidium tonsoniae ingår i släktet Ornithidium och familjen orkidéer. Inga underarter finns listade i Catalogue of Life.